# Trichocolletes capillosus
Trichocolletes capillosus  is een vliesvleugelig insect uit de familie Colletidae. 
De soort komt voor West-Australië.